# Hermann Christian Ludwig Steinmetz
Hermann Christian Ludwig Steinmetz (* 6. Mai 1831 in Moringen; † 25. August 1903 in Stade) war ein deutscher lutherischer Theologe und 1886 bis 1903 Generalsuperintendent der Generaldiözese Bremen-Verden.

## Leben
Hermann Steinmetz wurde in eine Pastorenfamilie hineingeboren, die aus Waldeck stammte. Sein Vater Rudolf Steinmetz war von dort nach Hannover gekommen und wurde 1849 nach verschiedenen Stationen als Gemeindepastor im Königreich Hannover Generalsuperintendent der Generaldiözese Grubenhagen und auf dem Harz. Hermann erhielt seine erste Schulbildung durch Hauslehrer und besuchte ab 1846 das Gymnasium in Clausthal, wo er zuerst im Haus des Großvaters mütterlicherseits, des Oberbergrates Christian Zimmermann, lebte. Als sein Vater 1849 das Amt in Clausthal antrat, zog Hermann kurz zurück ins Haus der Eltern und bestand im selben Jahr mit Auszeichnung das Abitur. Hermann Steinmetz studierte in Göttingen bei Lücke und Ehrenfeuchter und in Erlangen bei Hofmann, Delitzsch und Thomasius Theologie. Durch Delitzsch scheint er „große Liebe“ und Beherrschung für die hebräische Sprache entwickelt zu haben.
Seit dem Studienabschluss (Praevium) 1852 war er für einige Jahre Hauslehrer bei den von Alten und erhielt 1855 eine Hauptlehrerstelle am Alfelder Seminar, die ihm dauerhaft gewährt wurde, nachdem er 1856 das Tentamen bestanden hatte. Als Seminarinspektor 1859 nach Lüneburg versetzt, wurde er schon 1860 als zweiter Diakon nach Celle versetzt und heiratete eine Deichmann aus Lüneburg, mit der er einen Sohn hatte. Da Steinmetz von Hannover aus gegen den liberalen Wunschkandidaten des Celler Wahlgremiums durchgesetzt worden war, begegnete man ihm misstrauisch, der laut Rudolf Steinmetz auf einer „feste[n] Stellung zur Schrift und zu den Bekenntnissen“ beharrte. Im hannoverschen Katechismusstreit (siehe Albert Lührs, Bremen-Verden) stellte sich Steinmetz denn auch auf die Seite der Landesobrigkeit und verschaffte sich so weitere Feinde in Celle; Rudolf Steinmetz befindet jedoch, dass die Standhaftigkeit und Lauterkeit der Amtsführung zunehmend mehr Menschen Respekt abgenötigt habe. In dem Vierteljahrhundert seiner Celler Tätigkeit (später als erster Diakon) richtete er das Haus „Siloah“ ein, in dem Bibelstunden und Kindergottesdienste abgehalten wurden, die Diakonissen eine Station erhielten sowie junge Mädchen ausgebildet wurden.

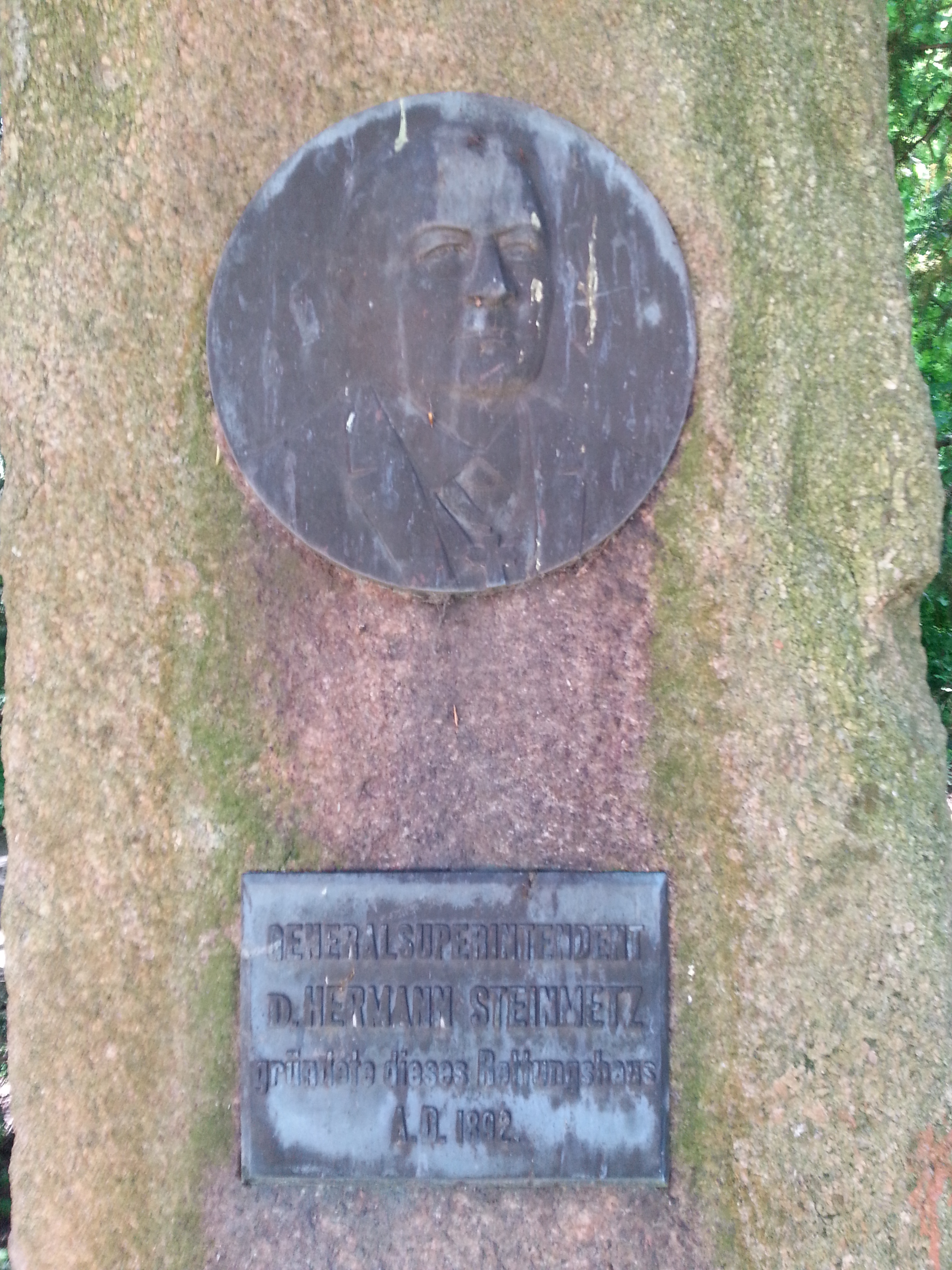
Denkmal für Hermann Steinmetz in Himmelpforten

 1885 wurde er zum Generalsuperintendenten nach Stade berufen und trat am 1. Januar 1886 sein Amt zu „ein[em] Wirken in Stille“ an. Er setzte sich für die Stader Predigerbibliothek ein und richtete auch hier Kindergottesdienste ein, für die er Weihnachtslieder schrieb, und gründete in Himmelpforten ein „Rettungshaus“ für karitative Zwecke. Steinmetz ist stark „mit seinem Bezirk verwachsen“; die Geestemünder Provinzialzeitung schrieb, er sei „immer mehr in eine Patriarchenstellung hineingewachsen“. Nach dem Tod des Generalsuperintendenten Karl Schünhoff 1899 erhielt Steinmetz die Verwaltung der Generaldiözese Harburg mit übertragen; mit der Neuordnung der Struktur 1902 gingen beide in der neuen Generaldiözese Stade auf.
Rudolf Steinmetz bezeichnet die Predigten Hermann Steinmetz’ als „schlicht und einfach“; „[a]lles Gemachte und Künstliche lag ihm fern“. Der Nachruf der Geestemünder Provinzialzeitung beschreibt einen Mann von „fast zu große[r] Bescheidenheit …; der Aufsehen nicht machte und dem Lobeserhebungen ein Greuel waren …; der das ,von oben her‘ nicht kannte“. 1894 wurde Steinmetz der Doktorgrad von der theologischen Fakultät in Göttingen verliehen. Mitten im Arbeiten starb Hermann Steinmetz im August 1903 an einem Herzschlag.

## Werke (Auswahl)
- Halte was du hast. Predigt am Reformations-Feste 1862 in der Stadtkirche zu Celle. Schulze’sche Buchhandlung, Celle 1862.
- Herr, zeige mir deine Wege. Zwei Gespräche über Eheschließung und Trauung und Renitenz und Separation. Hannover 1877.
- Über Ausbildung und Leitung der Missionare nach den Grundsätzen der lutherischen Kirche. Vortrag in der Missions-Conferenz zu Hannover am 14. October 1884. Pockwitz, Stade [1884].

## Belege
1. ↑  1786–1853, aus Marburg, siehe Wilhelm Rothert: Die leitenden Beamten der Bergstadt Clausthal, von der ältesten Zeit bis zur Gegenwart. Grosse, Clausthal 1898, S. 41 und S. 45.
2. ↑  Rudolf Steinmetz: D. Hermann Christian Ludwig Steinmetz 1885 bis 1902 (1903). In: ders.: Die Generalsuperintendenten in den Herzogtümern Bremen-Verden. Bacheratz, Stade 1907, S. 134–145, hier S. 136.
3. ↑  Rudolf Steinmetz: D. Hermann Christian Ludwig Steinmetz 1885 bis 1902 (1903). In: ders.: Die Generalsuperintendenten in den Herzogtümern Bremen-Verden. Bacheratz, Stade 1907, S. 134–145, hier S. 137.
4. ↑  Rudolf Steinmetz: D. Hermann Christian Ludwig Steinmetz 1885 bis 1902 (1903). In: ders.: Die Generalsuperintendenten in den Herzogtümern Bremen-Verden. Bacheratz, Stade 1907, S. 134–145, hier S. 144.
5. ↑  Rudolf Steinmetz: D. Hermann Christian Ludwig Steinmetz 1885 bis 1902 (1903). In: ders.: Die Generalsuperintendenten in den Herzogtümern Bremen-Verden. Bacheratz, Stade 1907, S. 134–145, hier S. 143.
6. ↑  Rudolf Steinmetz: D. Hermann Christian Ludwig Steinmetz 1885 bis 1902 (1903). In: ders.: Die Generalsuperintendenten in den Herzogtümern Bremen-Verden. Bacheratz, Stade 1907, S. 134–145, hier S. 139 f.
7. ↑  Zitiert nach Rudolf Steinmetz: D. Hermann Christian Ludwig Steinmetz 1885 bis 1902 (1903). In: ders.: Die Generalsuperintendenten in den Herzogtümern Bremen-Verden. Bacheratz, Stade 1907, S. 134–145, hier S. 140.
8. ↑  Rudolf Steinmetz: D. Hermann Christian Ludwig Steinmetz 1885 bis 1902 (1903). In: ders.: Die Generalsuperintendenten in den Herzogtümern Bremen-Verden. Bacheratz, Stade 1907, S. 134–145, hier S. 139.
9. ↑  Rudolf Steinmetz: D. Hermann Christian Ludwig Steinmetz 1885 bis 1902 (1903). In: ders.: Die Generalsuperintendenten in den Herzogtümern Bremen-Verden. Bacheratz, Stade 1907, S. 134–145, hier S. 140 f.
10. ↑  Rudolf Steinmetz: D. Hermann Christian Ludwig Steinmetz 1885 bis 1902 (1903). In: ders.: Die Generalsuperintendenten in den Herzogtümern Bremen-Verden. Bacheratz, Stade 1907, S. 134–145, hier S. 145.

| Personendaten    | Personendaten                                                   |
| ---------------- | --------------------------------------------------------------- |
| NAME             | Steinmetz, Hermann Christian Ludwig                             |
| ALTERNATIVNAMEN  | Steinmetz, Hermann                                              |
| KURZBESCHREIBUNG | lutherischer Theologe und Bremen-Verdener Generalsuperintendent |
| GEBURTSDATUM     | 6. Mai 1831                                                     |
| GEBURTSORT       | Moringen                                                        |
| STERBEDATUM      | 25. August 1903                                                 |
| STERBEORT        | Stade                                                           |